# Kuniva
Kuniva, de son vrai nom Von Carlisle, né le 10 décembre 1976, est un rappeur américain, membre du groupe D12. Il a participé aux deux albums (certifiés disques de platine) du groupe, ainsi qu'à plusieurs albums d'Eminem. Il vit à Detroit.

## Biographie
Von Carlisle est né le 10 décembre 1976. Carlisle commence sa carrière en rappant avec Kon Artis dans le duo Da Brigade. Ensemble, ils participent, comme invités, à l'album de Bizarre, Attack of Da Weirdos. À partir de 1995, Kuniva collabore avec D12 et Eminem. Il apparaît dans un interlude de l'album de ce dernier, Infinite. Il est présent dès lors sur la plupart des morceaux de The Underground EP, enregistrés par D12 entre 1997 et 1999. 
Depuis 2000, Kuniva se concentre sur les différents projets de D12 (albums Devil's Night et D12 World, apparitions aux côtés d'Eminem, tournées). En 2002, il participe au premier album d'Eminem, The Eminem Show. Depuis 2005, il multiplie les apparitions en solo avec plusieurs mixtapes. En 2006, Kuniva participe à la chanson Murder avec Bizarre sur la compilation Eminem Presents: The Re-Up d'Eminem. Sa première mixtape, Retribution, compte notamment la participation de tous les membres de D12. En 2009, il publie une autre mixtape intitulée Midwest Marauders, à laquelle s'ajouteront plus tard deux opus. Concernant ses mixtapes, Kuniva explique : « pour moi, une mixtape est plus comme un entrainement lyrique ». Kuniva participe également aux célèbres BET Cyphers (organisés pour les BET Awards), et est apparu sur MTV dans l’émission Made Coach. 
En octobre 2012, il publie une nouvelle mixtape, Lost Gold. En 2014, il publie le single Derty Headz issu de son nouvel album à venir, accompagné de son clip vidéo. Le 16 décembre 2014, Kuniva publie son premier album studio intitulé A History of Violence au label Federation Records,,. Pour Kuniva, cet album « permet enfin au public d'écouter ma musique en dehors de D12. Et aussi l'occasion de montrer ma créativité. Tous les membres de D12 étaient en solo avant de se former ensemble, je crois que ce projet va permettre aux fans de se faire une idée plus précise me concernant. » L'album est généralement bien accueilli par la presse spécialisée,.

## Discographie

### Album studio
- 2014 : A History of Violence

### Mixtapes
- 2010 : Retribution
- 2010 : Midwest Marauders
- 2012 : Midwest Marauders: Volume 2
- 2012 : Midwest Marauders: Volume 3
- 2012 : Lost Gold
- 2020 : The Bando Theory

### Albums collaboratifs
- 1996 : The Underground EP (avec D12)
- 2001 : Devil's Night  (avec D12)
- 2003 : Please Bootleg this Album  (avec D12)
- 2004 : D12 World  (avec D12)
- 2006 : Eminem Presents: The Re-Up  (avec Eminem)
- 2008 : Return of the Dozen (avec D12)
- 2011 : Return of the Dozen Vol. 2 (avec D12)
- 2020 : My Brother's Keeper (avec Swifty McVay)

### Apparitions
- 2003 : Wrong, avec Kon Artis (Conspiracy Theory II : The Invasion, DJ Green Lantern)
- 2003 : Freestyle (Conspiracy Theory II : The Invasion, DJ Green Lantern)
- 2005 : Coming Home, avec Bizarre & Raphael Saadiq (Hannicap Circus, Bizarre)
- 2005 : Off To Tijuana, avec Swifty, Eminem & Hush (Bulletproof, Hush)
- 2005 : Rondell Beene (Searching for Jerry Garcia, Proof)
- 2006 : Russian Roulette (Hand to Hand, Proof)
- 2006 : Pawn Of The Game (Trouble Soon, Salam Wreck)
- 2006 : Murder avec Bizarre (compilation Eminem Presents: The Re-Up)
- 2006 : Cry Now Remix avec Obie Trice, Ca$his, Bobby Creekwater & Stat Quo (compilation Eminem presents The Re-up)
- 2006 : Robbery (mixtape Mick Boogie presents The Pre-up)
- 2007 : Welcome To Tha D avec Bizarre & Young Miles (Blue Cheese & Coney Island, Bizarre)
- 2008 : Freestyle avec 40 Flame (The Streets Are Shady, DJ Young Mase)
- 2010 : Cross The Line avec Quest Mc Cody (Ctrl Alt Delete Vol.2, Quest Mc Cody)
- 2010 : Rap's Finest avec Bizarre, Seven The General, Royce da 5'9" et DJ Young Mase (Friday Night At St-Andrews, Bizarre)
- 2010 : BET Cypher avec Tyga, Diamond et  Royce da 5'9
- 2010 : Tha Bizness avec Ca$his & Obie Trice